# Willem Bol (presentator)
Willem Bol (Amsterdam, 30 augustus 1955) is een voormalig Nederlands televisiepresentator en uitvoerend producent.

## Loopbaan
Bol was presentator van een amusementsprogramma bij de Lokale Omroep Goirle en werkzaam als bankemployé toen hij in 1988 meedeed aan de televisiewedstrijd Showmasters van de NCRV. Hij won met een goochelact in de stijl van Tommy Cooper de tweede plaats (achter Jan ten Hoopen) en kreeg een contract aangeboden bij de NCRV.
De NCRV begon met Bol het praatprogramma Bol is de naam, waarin hij onder andere Joseph Luns en Maarten Biesheuvel interviewde. Het programma werd geen groot succes en Bol richtte zich vervolgens op andere taken en programma's. Zo werd hij toegevoegd aan het panel van Zo Vader, Zo Zoon en presenteerde hij het spelprogramma Maak dat de kat wijs en De waddenshow. Hierna werd zijn contract beëindigd. Bol bleef achter de schermen werkzaam in de omroepwereld en ontwikkelde diverse programma's, veelal met een bancaire inslag.
In de jaren 1990 werd Bol politiek actief, eerst binnen de VVD, later, 2002 bij Leefbaar Nederland. Hij werd echter niet op de kandidatenlijst voor de Tweede Kamerverkiezingen geplaatst. Later was Bol uitvoerend producent van diverse televisieprogramma's, waaronder Business Update en Domino Day. Hij gaf ook trainingen en lezingen over innovatie en management.
In 2010 werd Bol medisch afgekeurd vanwege een rughernia en andere gezondheidsklachten. Hij kwam in conflict met verzekeraar Generali, die hem beschuldigde van fraude. Bol zou nog veel omzet hebben geboekt in zijn B.V. terwijl hij arbeidsongeschikt was. De verzekeringsmaatschappij eiste het uitgekeerde bedrag van € 400.000 terug, met rente en advocaatkosten. Bol betichtte de verzekeraar van fouten en spande diverse rechtszaken aan. In 2018 stelde de rechtbank de verzekeraar in het gelijk. Bol heeft naar eigen zeggen door de geldelijke problemen een groot deel van zijn bezittingen moeten verkopen.